# TGV POS
TGV POS（テジェヴェ・ペーオーエス）は、フランス国鉄 (SNCF) の高速鉄道車両である。LGV東ヨーロッパ線からドイツ鉄道 (DB) ・スイス連邦鉄道（スイス国鉄）方面への直通国際列車の運行を目的に開発され、2006年から2007年にかけて導入された。
「POS」とはドイツ語の Paris-Ostfrankreich-Süddeutschland（パリ・フランス東部・ドイツ南部）の頭文字に由来する。

## 編成概要
POS編成（384000形）は両端2両の動力車と中間8両の連接客車（付随車）の計10両で組成される。編成長は200.190 m、車体幅は2,904 mm、空車時の編成重量は383 t、最高速度は320 km/hである。SNCFの電化方式である交流25,000 V 50 Hz・直流1,500 Vと、DB・スイス国鉄の電化方式である交流15,000 V 16.7 Hzの3電源に対応する。
動力車の形状はDuplex編成と同一の流線型で、運転台は車体中央に配置されている。構体は鋼製からアルミ合金製に変更された。
動力車の制御方式はAtlantique編成以降で実績のあるVVVFインバータ制御であるが、制御装置の使用素子はGTOサイリスタに代わり、IGBTとされた。主電動機についても同期電動機から、ユーロスター向けに開発されたTMST（373形）編成と同様の三相誘導電動機に変更されている。交流25,000 V区間における主電動機1基あたりの出力は1,160 kW、編成出力は9,280 kWである。
ところで、従来のTGVではSud-Est編成の一部とThalys PBKA編成がDB・スイス国鉄の交流15,000 V 16.7 Hz区間に対応していた。交流電化においては電源周波数により車両に搭載する変圧器のサイズや容量が左右される。商用電源周波数の50 Hzでは比較的小型軽量で所定の性能が発揮できるのに対し、16.7 Hzで50 Hzと同等の性能を発揮するためには変圧器を大型にする必要があり、重量も増加する。そのためSud-Est編成もPBKA編成も電源周波数50 Hzを前提とした変圧器を搭載し、交流15,000 V 16.7 Hz区間での出力はSud-Est編成が2,800 kW（25,000 V 50 Hz区間 6,450 kW）、PBKA編成は5,160 kW（25,000 V 50 Hz区間 8,800 kW）にとどまっていた。
Thalys International社ではケルン-ライン＝マイン高速線の開業時にケルン中央駅止まりの列車をフランクフルト中央駅まで延長する構想を持っていたが、PBKA編成の出力5,160 kWではケルン-ライン＝マイン高速線に存在する40 ‰上り勾配での均衡速度は160 km/h程度であり、DBが要求する走行条件を満たせず、結局実現することはなかった。
POS編成ではIGBT素子の採用で主制御装置の軽量小型化が図られた分、変圧器容量をある程度増強することが可能となった。この結果、交流区間15,000 V 16.7 Hz区間での出力は25,000 V区間の75 %の6,880 kWまでに増強され、40 ‰上り勾配の均衡速度は200 km/h以上となり、ケルン-ライン＝マイン高速線のような急勾配が介在するDBの高速鉄道路線におけるTGVの走行も目途が立つことになった。
なお、2007年以降に落成したDuplex編成の動力車についても、2電源対応である点を除いてPOS編成と同一仕様の「TGV Duplex Dasye」とされている。
ブレーキシステムは従来車の発電ブレーキ・電磁自動空気ブレーキに加えて回生ブレーキも追加されている。動力車の基礎ブレーキ装置は踏面ブレーキのみ、客車は踏面ブレーキとディスクブレーキがそれぞれ装備されている。そのほか動力車には渦電流式レールブレーキも装備されている。
保安装置はETCS Level2を搭載し、SNCF・DB・スイス国鉄で採用されている既存の保安システムにも対応する。
客車は2電源対応Réseau編成からクリスチャン・ラクロワ (Christian Lacroix) デザインによる内装改修を施した上で転用された。一等車 (Première classe) 3両、二等車 (Seconde classe) 4両、二等座席とバーの合造車1両で構成される。
LGV東ヨーロッパ線系統の列車は既存のLGV南東線・LGV大西洋線・LGV北線と比較すると沿線人口が少ないため輸送需要も少ないと開業前に予測され、Duplex編成のようなダブルデッカーは不要と判断されたためである。また、SNCFではTGVの客車新製はDuplex編成のみとする方針であることから、Réseau編成から平屋構造の客車を捻出してPOS編成を組成した。旧Réseau編成の動力車は新製されたダブルデッカー客車と組成され、「TGV Réseau Duplex」とされた。

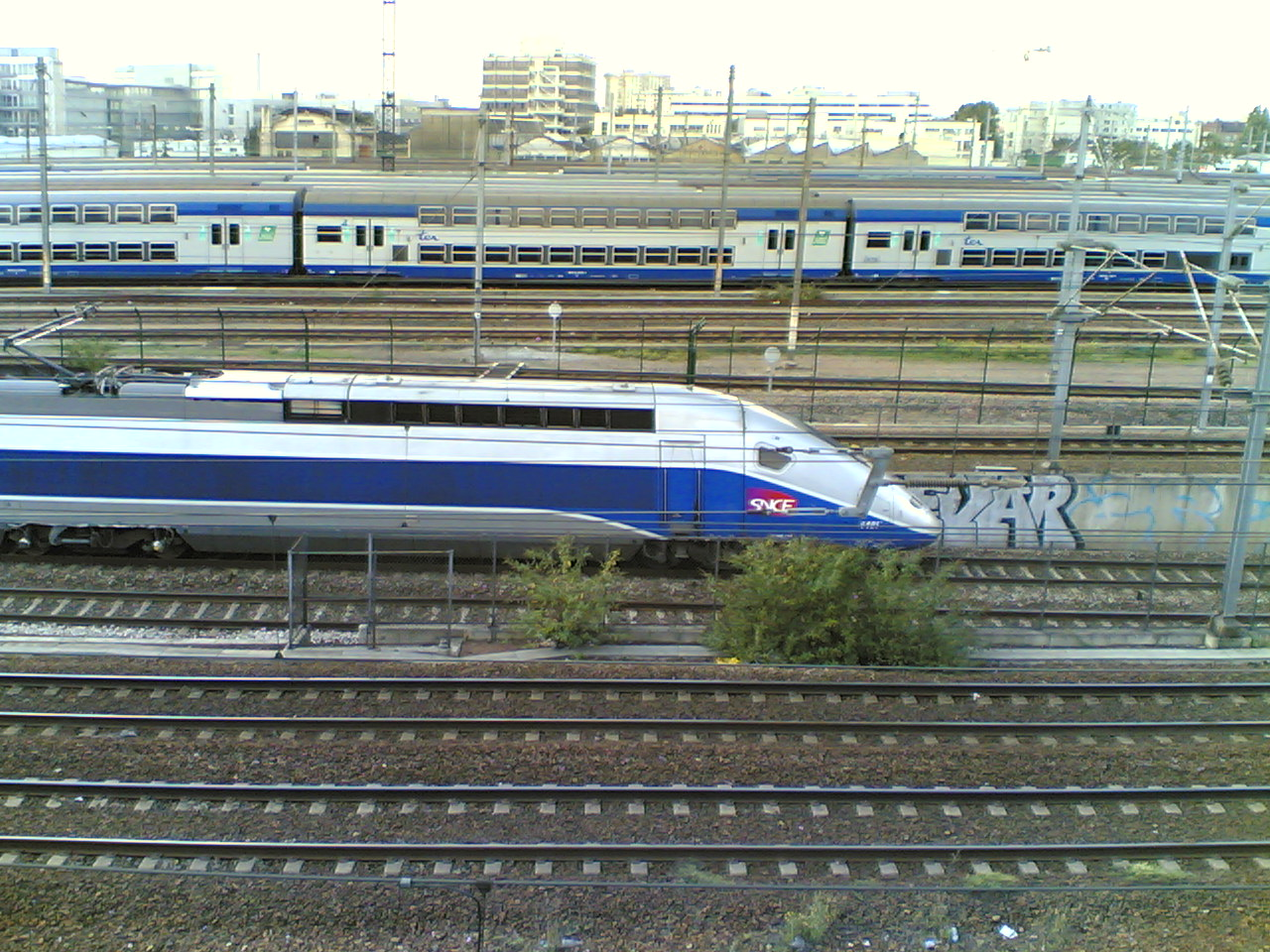
動力車（2006年9月）
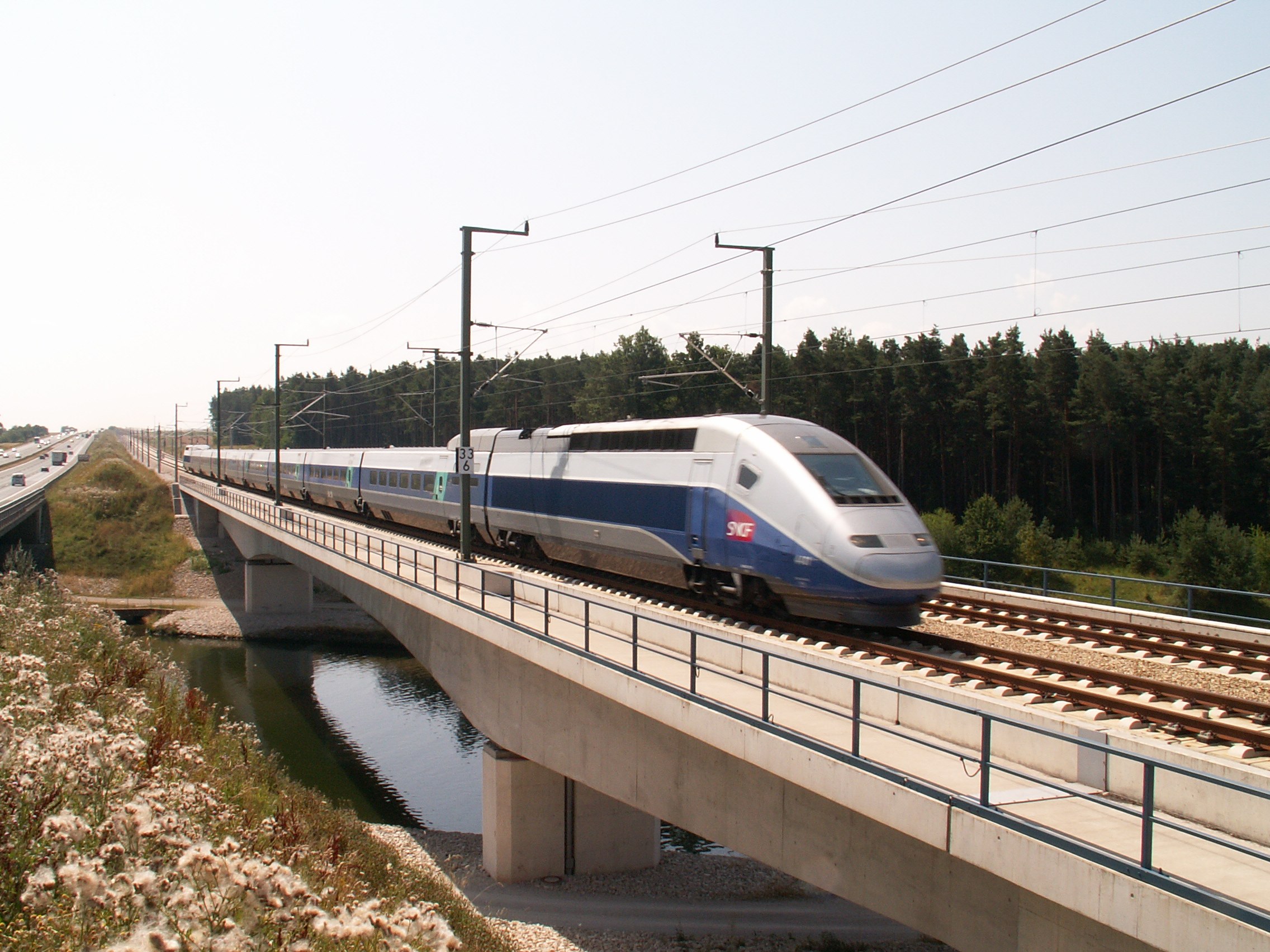
DBニュルンベルク-インゴルシュタット-ミュンヘン高速線で試運転を実施するPOS編成（2006年7月）
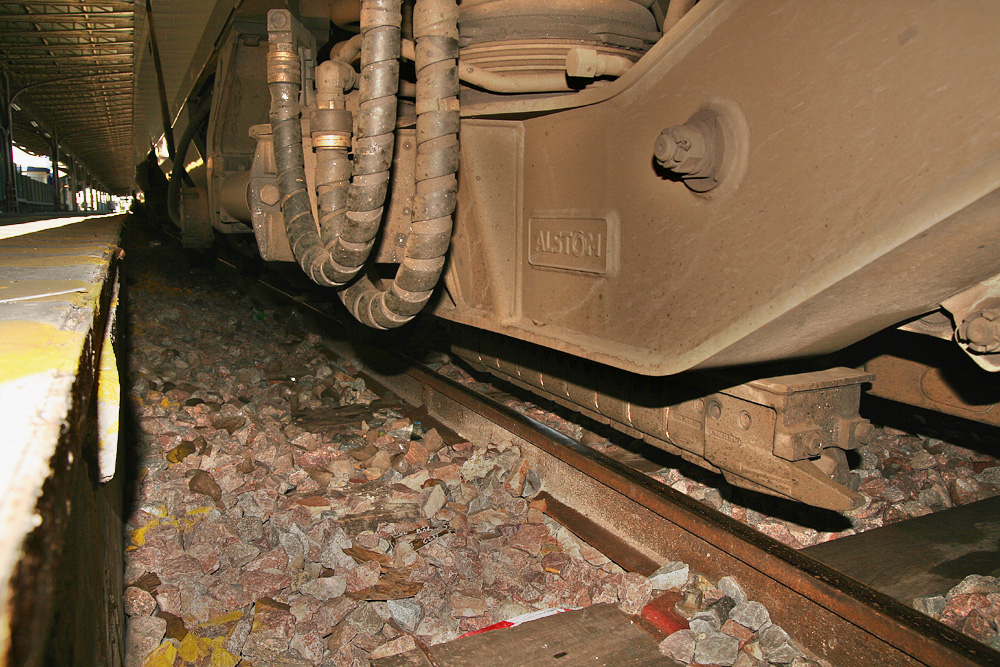
動力車の渦電流式レールブレーキ

### 運用状況
2009年時点で、POS編成はパリ東駅からLGV東ヨーロッパ線を経由してドイツ鉄道のシュトゥットガルト・ミュンヘン方面に直通するAlleo、パリ・リヨン駅からLGV南東線・LGVライン-ローヌ線を経由してスイス国鉄のバーゼル・チューリッヒ方面に直通するLyriaを主体に運用されている。
LGV東ヨーロッパ線は2007年6月10日に開業したが、この時点では4本が営業運転に充当された。所定の19本が揃ったのは2008年に入ってからである。
2009年5月時点では、編成番号4401 - 4419の19本が在籍し、全編成がパリ東郊のパンタンに立地する東ヨーロッパ車両基地 (Technicentre Est Européen) に配置されている。このうち第4406編成はスイス国鉄に貸出されており、動力車にはSNCFのロゴに代わりスイス国鉄のロゴが貼付されている。
編成番号と客車の転用元編成を以下に示す。
| 編成番号 | 動力車の車両番号 | 客車転用元Réseau編成番号 | 備考                                 |
| -------- | ---------------- | ------------------------ | ------------------------------------ |
| 4401     | 384001/384002    | 515                      |                                      |
| 4402     | 384003/384004    | 530                      | 動力車は2007年4月3日に574.8 km/h達成 |
| 4403     | 384005/384006    | 516                      |                                      |
| 4404     | 384007/384008    | 517                      |                                      |
| 4405     | 384009/384010    | 519                      |                                      |
| 4406     | 384011/384012    | 520                      | スイス国鉄に貸出                     |
| 4407     | 384013/384014    | 522                      |                                      |
| 4408     | 384015/384016    | 526                      |                                      |
| 4409     | 384017/384018    | 532                      |                                      |
| 4410     | 384019/384020    | 524                      |                                      |
| 4411     | 384021/384022    | 525                      |                                      |
| 4412     | 384023/384024    | 521                      |                                      |
| 4413     | 384025/384026    | 527                      |                                      |
| 4414     | 384027/384028    | 528                      |                                      |
| 4415     | 384029/384030    | 529                      |                                      |
| 4416     | 384031/384032    | 518                      |                                      |
| 4417     | 384033/384034    | 523                      |                                      |
| 4418     | 384035/384036    | 531                      |                                      |
| 4419     | 384037/384038    | 533                      |                                      |

## 鉄輪式世界最高速度の記録

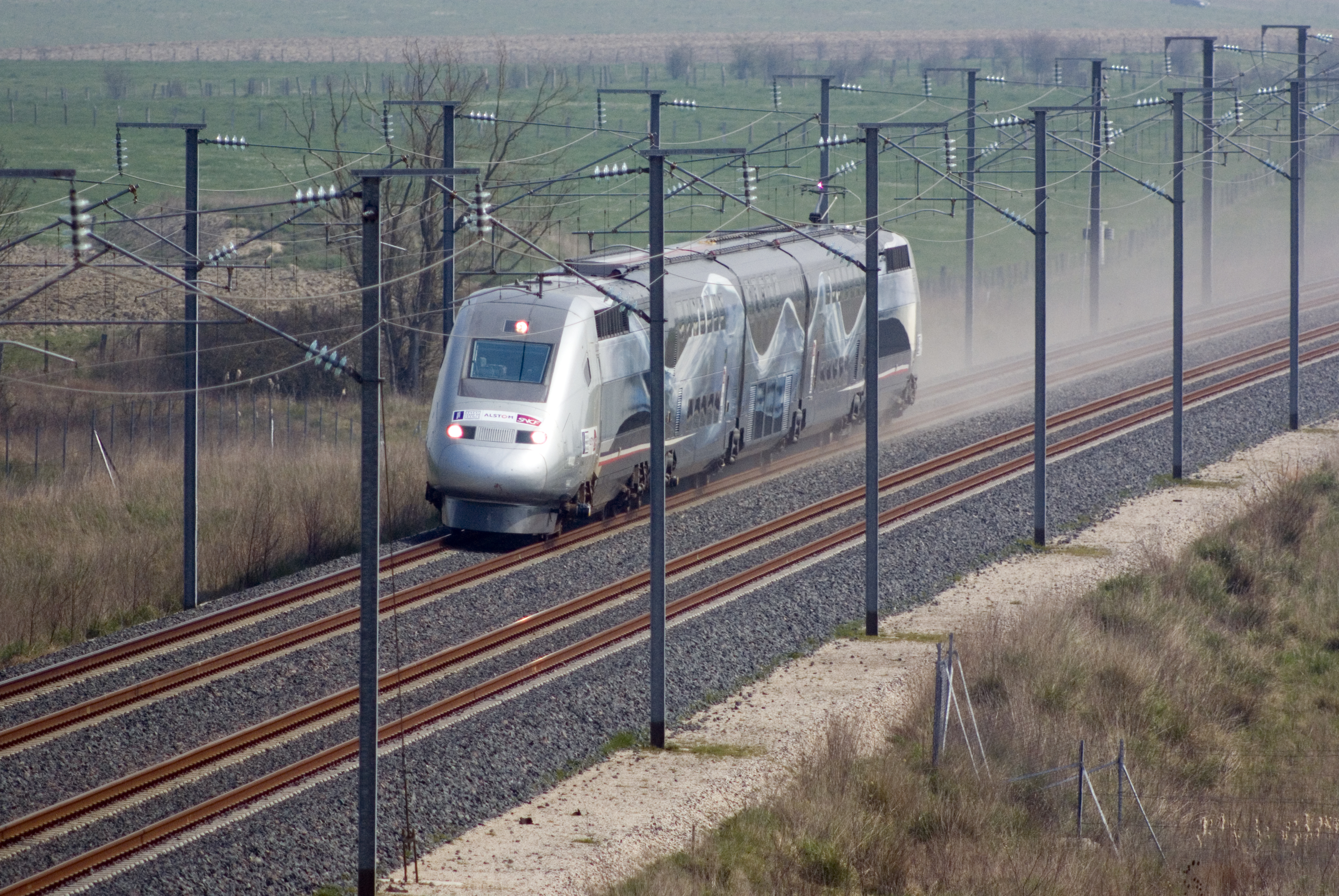
鉄輪式世界最高速度樹立に挑む第4402特別編成

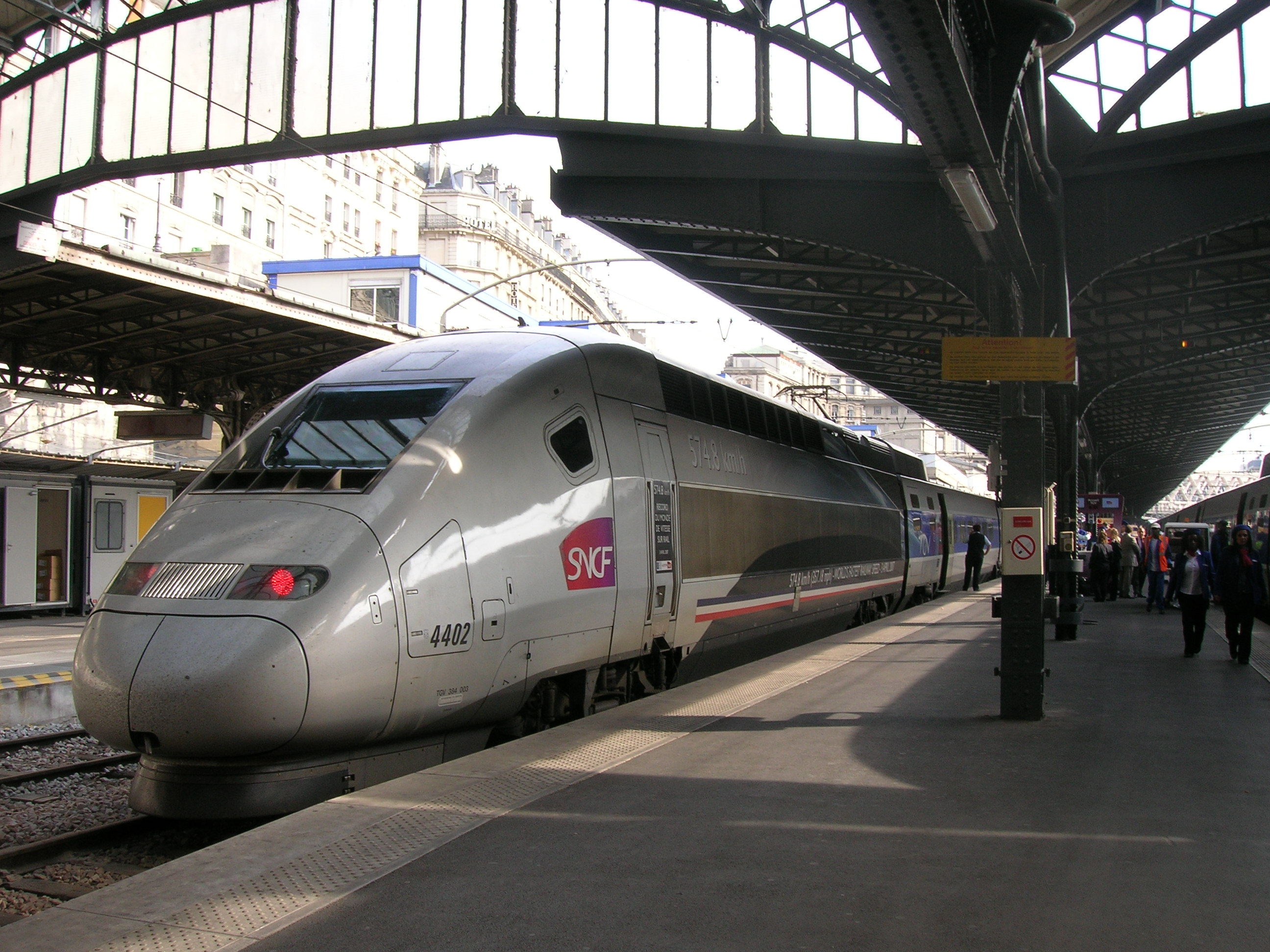
営業列車に運用される第4402編成（2007年6月、パリ東駅）

第4402編成は、東ヨーロッパ線開業前にSNCF・アルストム・フランス鉄道線路事業公社 (RFF) の三者による「V150プロジェクト」として特別編成を組成し、2007年1月15日から開始された試験運行で同年4月3日に鉄輪式における世界最高速度574.8 km/hを樹立した。「V150」とは秒速150 m = 時速540 kmを意味する。先立つ2007年2月14日には1990年5月18日にAtlantique第325特別編成がLGV大西洋線で樹立した鉄輪式世界最高速度記録515.3 km/hを上回る554.3 km/hを、続いて2月20日には559.4 km/h、3月29日は568.4 km/hをそれぞれ記録しているが、いずれも非公式記録である。
第4402特別編成は両端2両の動力車384003・384004号と中間3両のDuplex編成用客車の5両で組成された。車輪直径は通常の920 mmから1,080 mmに拡大され、客車の台車4台のうち2台に、AGVのプロトタイプで採用する出力1,000 kWの永久磁石同期電動機を4基装備し、動力車に装着されている誘導電動機も通常の1,160 kWから1,950 kWに増強された。この結果、編成出力は通常のPOS編成の約2倍の19,600 kW、パワーウェイトレシオは73 kW/tと小型自動車に匹敵する数値となった。編成長は106 m、空車時重量は268 tである。
この試験運行時には、先頭動力車のパンタグラフは不要のためカバーで覆われ、ノーズ部は運転台風防ガラス前面へのガラス追加とエアーダクトカバー設置、左右一体連結器カバー採用により段差が極小された。客車3両はDuplex編成により動力車との急激な断面積変化を抑え、車体底面カバーの増設と車両連接面間カバーが拡大、増設された。これらの空力的な改造により、走行抵抗を15 %減少させている。加えて動力車には600個以上のセンサが設置された。
試験運行に際しては500 km/h以上の速度域での最大電流を確保するために架線電圧は31,000 Vに、架線張力も通常の20 kNから40 kNに強化され、分岐器の固定と、バラストの強化など最高速度記録挑戦に向け万全の体制が取られた。
最高速度は13時16分にLGV東ヨーロッパ線の191km地点、ムーズ＝TGV駅 - シャンパーニュ＝アルデンヌ＝TGV駅間で記録された。試験運行および新記録達成の模様はテレビで生中継された。小型ジェット機を飛行させ、走行する特別編成を上空から追跡する実況中継も実施された。
試験終了後の5月に先頭車と次位の客車がパリ7区・エッフェル塔近くのセーヌ川畔で展示された。その後、中間車は主電動機を撤去した上でDuplex編成に組成され、動力車は当時の車体塗装を残したまま、世界最高速度記録達成記念のレタリングを施し本来の仕様に復元された後にRéseau編成から捻出された客車と組成され、営業運転に使用されている。2013年に車体外装がTGV Lyria仕様の塗色に変更されたが、当該車両が世界最高速度を記録した車両であることを示すレタリングが施されている。

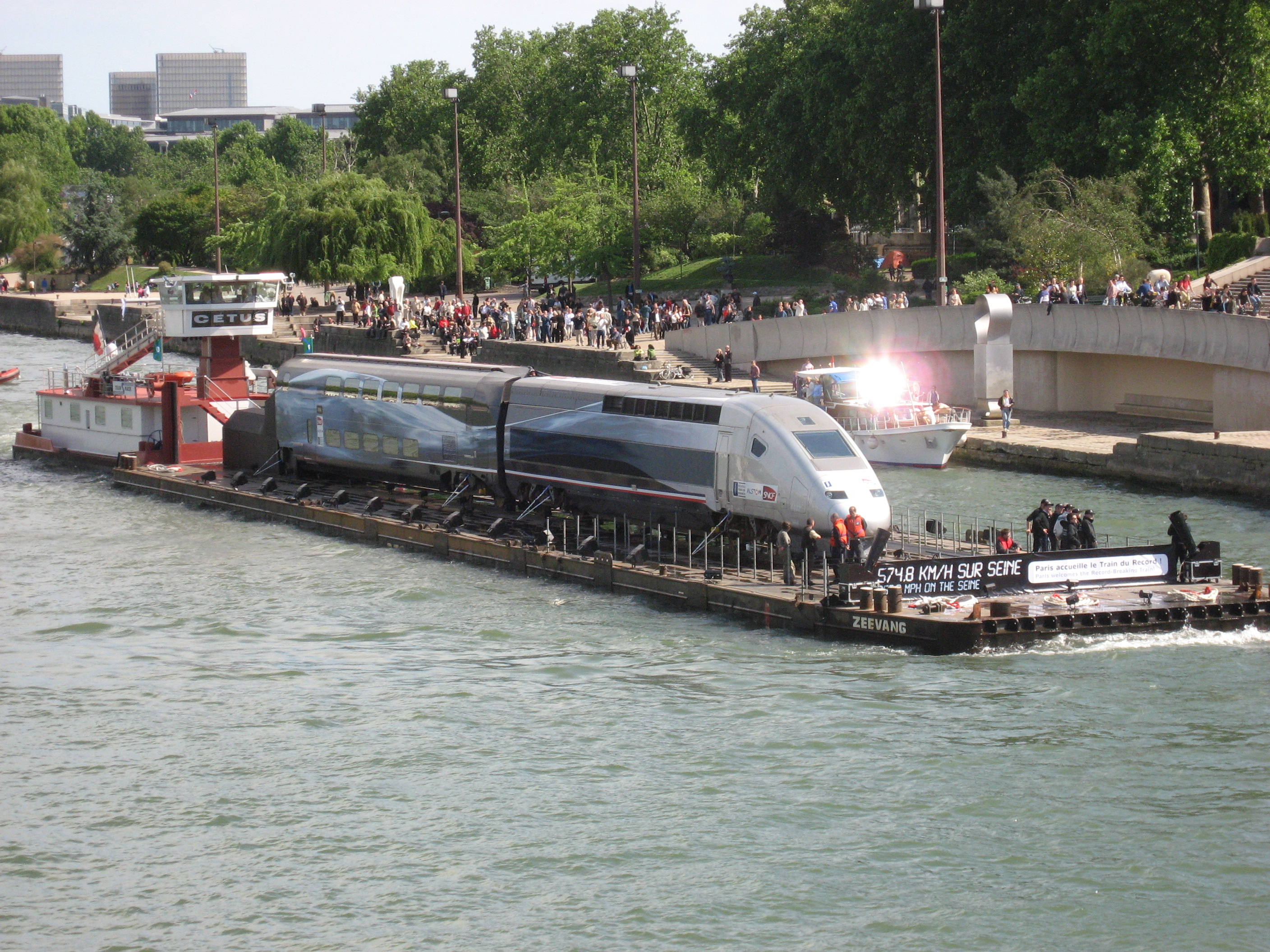
展示のためセーヌ川を艀で輸送される第4402特別編成（2007年5月）
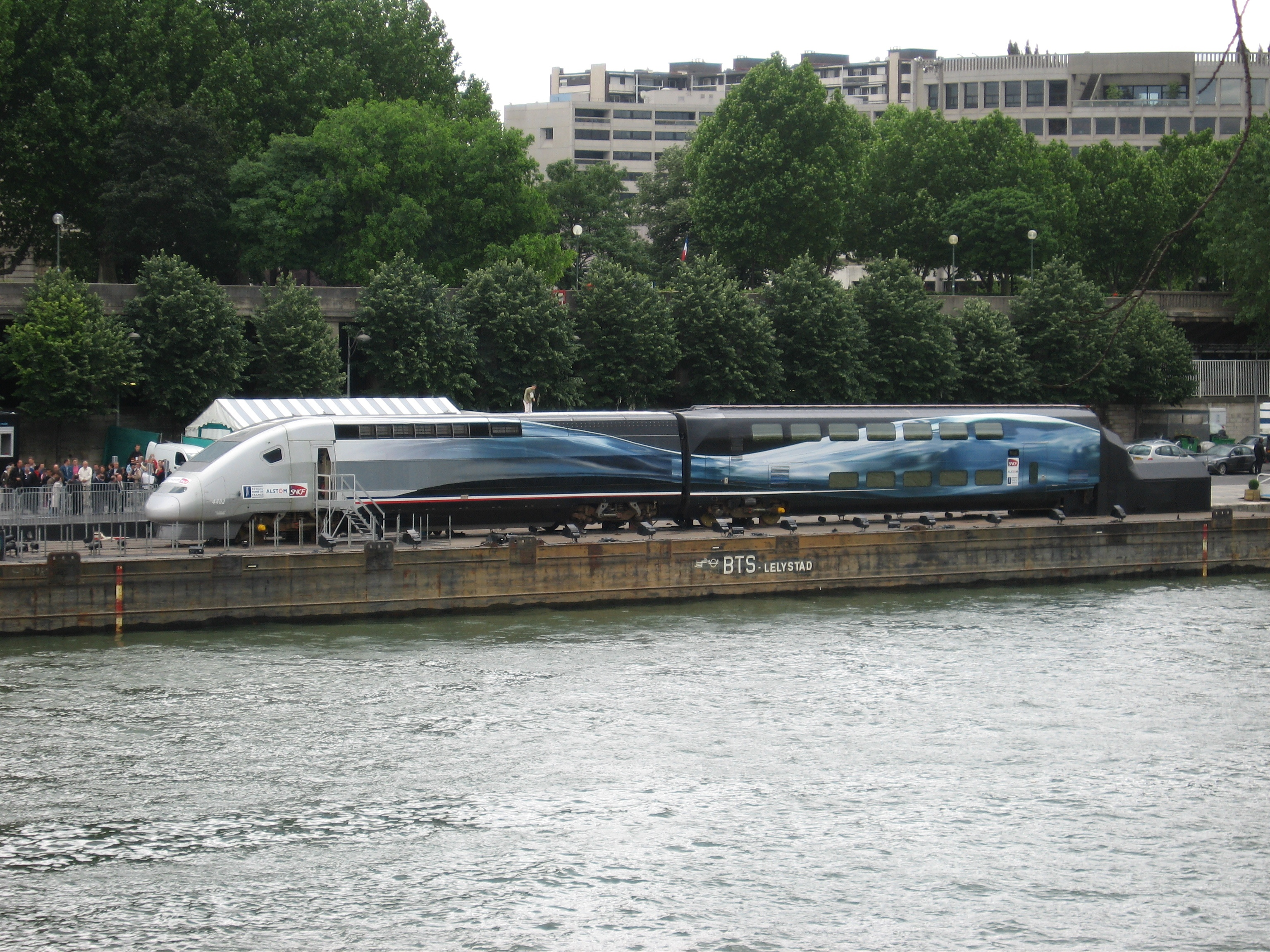
パリ・セーヌ川畔で展示された第4402特別編成（2007年5月）
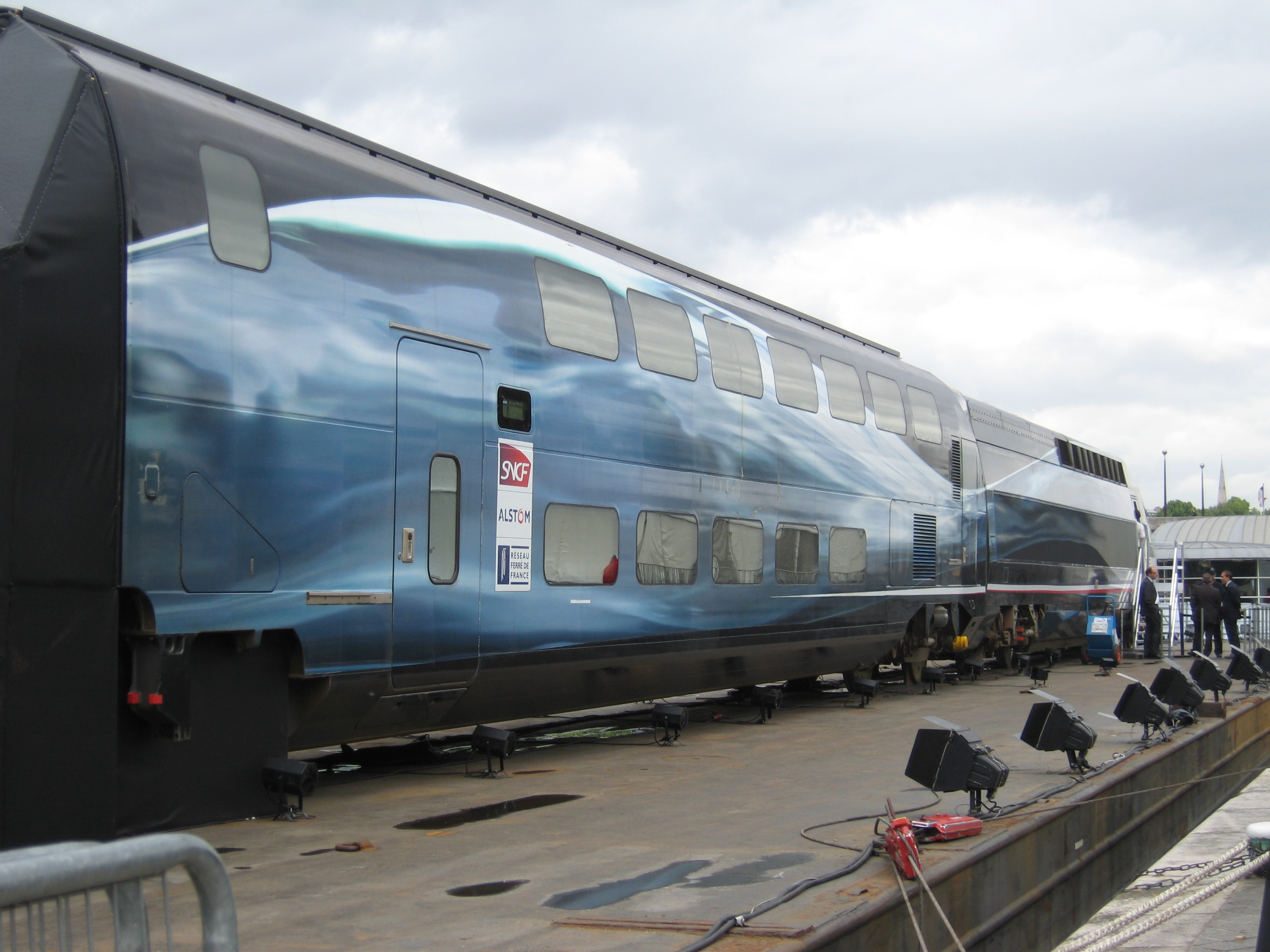
第4402特別編成の中間車（2007年5月）